# Eduard Ohlinger
Eduard Ohlinger (* 20. Mai 1967 in Haßloch; † 13. Dezember 2004 ebenda) war ein deutscher Gewichtheber und Olympiateilnehmer.
Ohlinger war mehrmals deutscher Jugendmeister für AC Mutterstadt, TSV Regen und AC Soest. Bekannt wurde er 1988 durch seinen sechsten Platz im Zweikampf des damaligen Schwergewichtes bis 110 kg bei den Olympischen Sommerspielen in Seoul.
Eduard Ohlinger, verheiratet und Vater von vier Kindern, war zuletzt noch für den Oberligisten KSV 1884 Mannheim aktiv. Er starb am 13. Dezember 2004 im Alter von 37 Jahren an den Folgen eines Herzinfarktes. Zwei Tage vor seinem Tod war Ohlinger noch für seinen Verein an die Hantel gegangen.